# Monster Hunter (película)
Monster Hunter (titulada Monster Hunter: la cacería comienza en Hispanoamérica) es una película de monstruos de 2020 producida, escrita y dirigida por Paul W. S. Anderson, basada en la serie de videojuegos homónima de Capcom. La película está protagonizada por Milla Jovovich, Tony Jaa, Tip "T. I." Harris, Meagan Good, Diego Boneta, Josh Helman, Jin Au-Yeung y Ron Perlman. 
Monster Hunter fue estrenada en China el 4 de diciembre de 2020 y en los Estados Unidos el 18 de diciembre de 2020 por Sony Pictures Releasing a través del sello Screen Gems (excluyendo Alemania, Japón y China). 

## Sinopsis
Un equipo militar de las Naciones Unidas cae dentro de un portal que arrastra hacia una dimensión alterna, donde los humanos deben luchar constantemente contra monstruos gigantes para subsistir. Los dos grupos trabajan juntos para defender el portal para así evitar que los monstruos logren entrar en aquel portal e invadan la Tierra.
En el "Nuevo Mundo", donde los humanos coexisten con una amplia variedad de monstruos enormes y salvajes, un Cazador, que se trata de un guerrero entrenado para cazar y matar a estas poderosas criaturas, se separa de su equipo cuando su nave es atacada.
En el mundo de los humanos, la capitana del ejército de los Estados Unidos Natalie Artemis (Milla Jovovich) y su escuadrón buscan a un grupo de soldados desaparecidos en el desierto. Una tormenta repentina los lleva a un portal al Nuevo Mundo, donde encuentran los restos de los soldados desaparecidos y sus vehículos. Cuando Diablos, un monstruo subterráneo con cuernos, se les acerca, el Cazador, que está observando al grupo, dispara una señal de advertencia. Los Diablos, insensibles a balas y granadas, ataca y mata a varios miembros del escuadrón.
Los supervivientes se esconden en una cueva, donde son atacados por una manada de Nerscyllas con forma de araña. Todos mueren excepto Artemis, que se encuentra con el Cazador mientras intenta escapar. Pelean brevemente antes de aceptar cooperar a regañadientes. Artemis se entera de que los portales son creados por Sky Tower, una estructura ubicada al otro lado del desierto. Para llegar a la Torre, el Cazador revela que necesitarán matar a los Diablos. Artemis aprende a luchar usando las armas blancas únicas del Cazador y lo ayuda a tender una trampa para que los Diablos lo maten con el veneno de Nerscylla. El ataque tiene éxito, Artemis da el golpe final, pero el Cazador está gravemente herido. Llevándolo en una camilla improvisada, Artemis lo lleva obedientemente a través del desierto.
La pareja llega a un oasis poblado de criaturas herbívoras parecidas a tortugas llamadas Apceros. El Cazador explica que tanto su familia como los soldados desaparecidos fueron asesinados por un Rathalos, un wyvern. Cuando Rathalos pasa volando y hace que los Apceros se precipiten en estampida, Artemis y el Cazador son rescatados por un grupo de Cazadores liderados por su jefe, el Almirante. El Almirante explica que la Sky Tower fue construida por la primera civilización en habitar el Nuevo Mundo, usando monstruos para protegerla. Artemis acepta ayudar a matar a los Rathalos para poder regresar a casa.
En la batalla que sigue, Artemis cae a través de un portal y regresa al mundo real. El portal no se cierra a tiempo, y el Rathalos emerge y comienza a causar estragos. Artemis es capaz de ralentizarlo el tiempo suficiente para que el Cazador se deslice a través del portal y realice el disparo fatal.
Aunque tiene la oportunidad de quedarse, Artemis decide regresar al Nuevo Mundo y permanecer con los Cazadores. El almirante se acerca a ella con información sobre la aparición de otro monstruo, un wyvern negro llamado Gore Magala. Señala que mientras el portal permanezca abierto, siempre existirá la amenaza de que los monstruos pasen al mundo real. Artemis y el Cazador tienen la tarea de encontrar una manera de sellar el portal para siempre.
En una escena de mitad de créditos, Meowscular Chef, el compañero felino del Almirante, llega para ayudar a luchar contra Gore Magala. Mientras que desde lo alto de un risco, una figura encapuchada observa la batalla.

## Reparto
- Milla Jovovich como la capitana Natalie Artemis, miembro de un equipo militar de las Naciones Unidas.[3]
- Tony Jaa como The Hunter, uno de los muchos guerreros expertos que luchan contra monstruos gigantes.[4]
- Ron Perlman como Admiral.[5]
- Clifford "T.I." Harris, Jr. como Link.[1]
- Diego Boneta como Marshall
- Meagan Good como Dash
- Josh Helman como Steeler
- Jin Au-Yeung como Axe
- Hirona Yamazaki como Handler
- Jannik Schümann  como Aiden
- Nanda Costa  como Lea
- Nic Rasenti como Roark
- Aaron Beelner como Palico

## Producción
En 2012, se informó que el director de Resident Evil, Paul W. S. Anderson, podría dirigir una adaptación cinematográfica de la franquicia Monster Hunter. Anderson declaró en una entrevista en 2018 con /Film que había sido fanático de la serie durante más de nueve años, habiendo llegado a jugarla en sus frecuentes viajes a Japón, y que consideraba una adaptación cinematográfica como un "proyecto de pasión".
Durante el mes de septiembre de 2016, el productor de Tokyo Game Show, Ryozo Tsujimoto declaró que se estaba desarrollando una película de acción en vivo de Monster Hunter en Hollywood. En noviembre de 2016, Deadline informó que Anderson y el productor Jeremy Bolt, quienes ayudaron a llevar los videojuegos Resident Evil de Capcom a convertirse en una serie de películas, obtuvieron los derechos de Capcom para la adaptación de Monster Hunter tras cinco años de negociaciones. Ambas dos partes anticipan una serie de películas basadas en Monster Hunter. Anderson dijo que se sintió atraído por la propiedad de Monster Hunter, no solo por la popularidad de la serie, sino también por el "mundo increíblemente hermoso e inmersivo que han creado". Anderson ya había escrito un guion, que involucraría a un estadounidense siendo arrastrado al universo ficticio en el que estaba ambientada la serie de Monster Hunter, aprendiendo cómo luchar contra monstruos, y luego teniendo que lidiar con la situación cuando los monstruos cruzan de nuevo al mundo de los humanos y comienzan a atacar, como una batalla climática final en el Aeropuerto Internacional de Los Ángeles. Constantin Film ha confirmado que producirá la película, con el objetivo de entrar en producción a finales de 2017 o principios de 2018.
Durante el Festival de Cannes de 2018, Constantin afirmó que la película comenzaría la producción en septiembre de 2018 en Ciudad del Cabo y Sudáfrica, con un presupuesto estimado de US$60 millones. Milla Jovovich fue contratada para la película. El estudio de efectos especiales Mr. X, que también trabajó en las películas de Resident Evil, también participaría en la producción. Constantin trabajó con varios distribuidores internacionales para obtener los derechos de lanzamiento, mientras que Constantin financiará la producción de la película. El 25 de septiembre de 2018, el rapero T.I. y Ron Perlman fueron contratados para la película, en la que T.I. interpretaría a Link, un francotirador, mientras que Perlman interpretaría a Admiral, el líder de Hunter's Crew, y el rodaje comenzaría en octubre de 2018 en Sudáfrica. Tony Jaa también se unió en la película para interpretar al protagonista masculino, interpretando al personaje, The Hunter. En octubre de 2018, Diego Boneta se unió a la película para interpretar a un personaje como especialista en comunicaciones. Anderson dijo que si bien hay algunos personajes novedosos en el juego, reflexionando sobre el creador de personajes personalizados de la serie, pero incluirá personajes esenciales para la serie, incluidos Handler y Admiral. También afirmó que no necesitarán crear nuevos monstruos, ya que la serie tiene la variedad suficiente de la que podrán sacar para la película.
Además de la apreciación del videojuego por parte de Anderson, afirmó que todas las armaduras y armas que llevarán los Cazadores se basarán en los equipamientos vistos en los videojuegos de la serie e incluirán al menos un personaje que use un conjunto de armaduras que no coincide con el resto de las partes, algo que refleja la capacidad del jugador dentro de esos videojuegos para mezclar y combinar conjuntos de armaduras diferentes para obtener resultados beneficiosos variables. Anderson quería usar varias locaciones en la película para que coincidieran con la variedad presente en los videojuegos, aunque reconoció que no se vería tanta variedad en la película como la que se vería al jugar un videojuego de Monster Hunter durante varias horas.
La filmación principal de la película comenzó el 5 de octubre de 2018 en Ciudad del Cabo, Sudáfrica. Milla Jovovich anunció en Instagram que la filmación principal se completó el 19 de diciembre de 2018.

## Estreno
Monster Hunter fue estrenada en Estados Unidos el 18 de diciembre de 2020. La película estaba originalmente programada para ser lanzada el 4 de septiembre de 2020, pero se retrasó hasta el 23 de abril de 2021, debido a la pandemia de COVID-19, antes de ser trasladada hasta el 30 de diciembre, y finalmente la fecha de Navidad. Sony modificó una vez más la fecha de lanzamiento de la película en los Estados Unidos a principios de diciembre después del problemático lanzamiento de la película en China, moviendo su lanzamiento al 18 de diciembre de 2020.

## Recepción

### Taquilla
Al 24 de septiembre de 2024, Monster Hunter había recaudado 15,2 millones de dólares en Estados Unidos y Canadá y 32,7 millones en otros territorios, para un total mundial de 47,9 millones de dólares.
La película se estrenó junto con Fatale y se proyectaba que recaudara alrededor de 3 millones de dólares en su fin de semana de estreno. Recaudó 800.000 dólares en su primer día de estreno en Estados Unidos y Canadá, quedando en segundo lugar, detrás de la película Los Croods: Una Nueva Era. Posteriormente, debutó con 2,2 millones de dólares en 1.738 salas, una cifra inferior a la esperada, pero aún así encabezó la taquilla y eventualmente destronó a Los Croods: Una Nueva Era. Tras el fin de semana, Variety escribió que la película "parece estar perdiendo dinero durante su temporada en cines". En su segundo fin de semana, la película cayó un 48,9%, recaudando 1,1 millones de dólares, y luego 1,3 millones en su tercer fin de semana, quedando en cuarto lugar en ambas ocasiones.
La película debutó con 2,7 millones de dólares en cinco países en su primer fin de semana. Recaudó 5,3 millones de dólares en China antes de ser retirada de los cines, aunque la cifra no se sumó al total mundial. Recaudó 1,3 millones de dólares en su segundo fin de semana, manteniéndose en primer lugar en Taiwán (610.000 dólares) y Arabia Saudita (310.000 dólares).

### Respuesta de la crítica
The Indian Express describió la respuesta de la crítica como "mixta", mientras que Game Rant la calificó de "negativa". Screen Rant reportó una respuesta entre mixta y negativa, con elogios para sus secuencias de acción y efectos visuales, pero críticas por la "sobresaturada estética del género" de la película, así como por su dirección y montaje.
En Rotten Tomatoes, solo el 44% de los críticos le dieron una reseña positiva, con una calificación promedio de 4.9/10. El consenso crítico del sitio web indica: "Monster Hunter es principalmente acción borrosa y sin sentido, unida por hilos de diálogos y trama muy escuetos, y justo lo que muchos espectadores buscan". En Metacritic, la película tiene una puntuación promedio ponderada de 47 sobre 100, basada en reseñas de 22 críticos, lo que indica "críticas mixtas o regulares". El público encuestado por PostTrak le dio a la película un 63%, y solo el 41% afirmó que la recomendaría sin duda.
Peter Debruge, de Variety, escribió: "Habrá críticos que podrán decirte quiénes son estos personajes, qué pasa con el 'nuevo mundo' donde viven los monstruos o por qué quienes vivimos en el 'viejo mundo' deberíamos preocuparnos por ellos, pero esa información no se presenta en esta película visualmente interesante pero narrativamente anémica (ni en las notas de prensa, de hecho), así que por favor acepten mis disculpas de antemano: esta reseña probablemente será tan coherente como la propia película". David Ehrlich, de IndieWire, le dio a la película una calificación D− y dijo: "Los fans de la serie se sentirán engañados por una versión tan mezquina y desinteresada de algo que ellos aman, mientras que el resto de nosotros nos preguntaremos cómo es que el material original se ganó tantos fans en primer lugar".

### Controversia en China
Justo después de su estreno en China, el 4 de diciembre de 2020, la película causó revuelo en las redes sociales chinas debido a una escena en la que el personaje de Jin Au-Yeung pregunta en broma: "Look at my knees!" (¡Miren mis rodillas!), y a la pregunta "What kind of knees are these?" (¿Qué clase de rodillas son estas?), él responde: "Chi-knees!". Algunos espectadores chinos interpretaron esto como una supuesta referencia al cántico de patios de recreo racista "Chinese, Japanese, dirty knees" (Chino, japonés, rodillas sucias) y, por lo tanto, como si fuera un insulto hacia el pueblo chino. La película fue retirada de circulación y las autoridades chinas censuraron todas las referencias en línea sobre esta película. Se informó que Tencent había preparado versiones modificadas de la película omitiendo esos diálogos, pero incluso estas proyecciones fueron retiradas de circulación. La reacción hacia esta película también provocó que varios usuarios maliciosos chinos cometieran un bombardeo de reseñas contra el videojuego Monster Hunter: World en referencia a esos diálogos.
Constantin Film se disculpó por aquellos diálogos y declaró que los eliminará de la película antes de su reestreno. Jin dijo que para su personaje, la frase era "proclamar con orgullo que es un soldado chino, no solo sus rodillas, sino sus brazos, su cabeza, su corazón". Anderson declaró: "Nunca fue nuestra intención enviar un mensaje de discriminación o falta de respeto contra nadie. Al contrario, en esencia, nuestra película trata sobre la unidad", y que la frase había sido eliminada de todas las versiones internacionales de la película antes de sus estrenos.